# Friedrich Spohr
Friedrich Spohr (* 1830; † 1896) war ein sächsischer Militärmusiker.
Spohr komponierte 1864 den Marsch Gruß an Kiel, in Erinnerung an den Einzug sächsischer Truppen in Kiel während der Bundesexekution gegen die Herzogtümer Holstein und Lauenburg von 1863, an der er teilgenommen hatte. 1868 wurde er zum Leiter des Musikkorps des 3. Königl.-Sächs. Infanterie-Regiments Nr. 102 „Prinzregent Luitpold von Bayern“ in Zittau befördert und 1882 zum Musikdirektor ernannt.